# Darsena di Sant'Elena
La darsena di Sant'Elena est une darse à l'est de l'île de Sant'Elena (Venise).

## Description
La darsena di Sant'Elena a une dimension d'environ 400 mètres sur 200 mètres. Elle est divisée en deux parties :
- au nord, la darsena ACTV, lieu de mouillage des bateaux des transports publics à Venise ;
- au sud, la darsena diporto velico, port de yachts et voiliers privés d'environ 200 places, dont 30 % réservés aux vénitiens.